# Les Héritières (film, 1980)
Pour les articles homonymes, voir Les Héritières.
Pour plus de détails, voir Fiche technique et Distribution.
Les Héritières (Örökség en langue hongroise) est un film coproduit par la France et la Hongrie, réalisé par Márta Mészáros et sorti en 1980.

## Synopsis
1936 à Budapest. Szilvia, une jeune femme issue de la riche bourgeoisie hongroise, est l'épouse d'Ákos, officier supérieur de l'armée. Lorsqu'ils emménagent dans un nouvel appartement, Szilvia espère pouvoir conjurer une stérilité annoncée par les médecins (« La magie des nouveaux lieux », dit-elle…). Il lui faut pourtant l'admettre, mais elle ne s'y résigne point. C'est alors qu'elle demande à son amie la plus intime, Irène, de confession juive, de lui faire un enfant. Mais, à la naissance de l'enfant, Irène vit cette situation avec déchirement. De plus, Ákos et Irène éprouvent, à présent, l'un pour l'autre, de réels sentiments amoureux. Leur passion réciproque est contrariée toutefois par le contexte politique : la progression des idées fascistes, la montée de l'antisémitisme, l'alliance contractée entre la Hongrie et l'Allemagne de Hitler… En 1944, la Wehrmacht occupe la Hongrie : le mouvement fasciste local des Croix-Fléchées est au pouvoir, la déportation des Juifs hongrois est programmée : Irène et son mari sont arrêtés, elle comme Juive et lui comme traître…

## Fiche technique
- Titre du film : Les Héritières
- Titre en hongrois : Örökség
- Réalisation : Márta Mészáros
- Scénario : Ildikó Kórody, M. Mészáros, Jan Nowicki
- Dramaturgie :  Miklós Vásárhelyi
- Adaptation : András Szeredás
- Montage : Annamária Komlóssy
- Photographie : Elemér Ragályi (hu), Eastmancolor 1.37
- Musique : Zsolt Düme
- Chanson : Istvan Verebes
- Décors : József Romvári, Éva Martin
- Costumes : Fanny Kemenes
- Production : Miklós Qöllö, Evelyne July pour Mafilm, Hunnia Filmstúdió (Hongrie) ; Swan Productions, Gaumont (France).
- Genre : Comédie dramatique
- Pays de production :  Hongrie,  France
- Durées : 
  - 93 minutes en France
  - 105 minutes en Hongrie
- Sortie : 11 juin 1980 en France

## Distribution
- Isabelle Huppert : Irène
- Lili Monori : Szilvia
- Jan Nowicki : Ákos
- Zita Perczel : Teréz, la servante
- Sándor Szabó : Komáromi
- Judit Hernádi : Chanteuse